# Lech (Sohn von Krak)

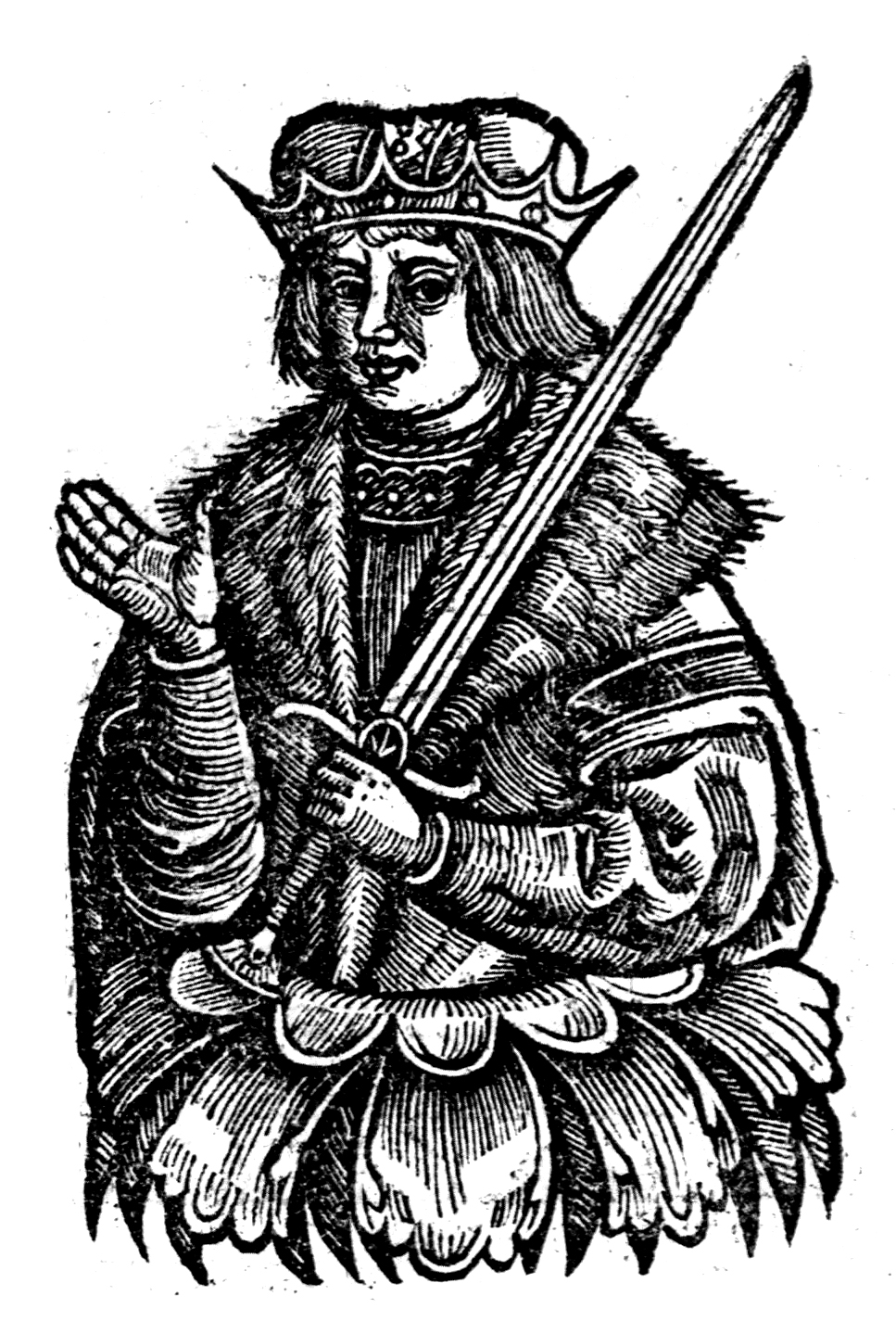
Lech

Lech war angeblich ein Sohn des Krak in der polnischen Vorzeit.
Jan Długosz beschrieb ihn in seiner Chronik im 15. Jahrhundert. Er knüpfte an die Legende von Krak, dem sagenhaften Gründer Krakaus an, die im 12. Jahrhundert erschienen war.
Lech war demnach ein Sohn von Krak. Nach dem Tod seines Vaters tötete er seinen Bruder, der ebenfalls den Namen Krak trug, und herrschte fortan allein. Nach seinem Tod herrschte seine Schwester Wanda, da er kinderlos geblieben war.
Jan Długosz schuf diese Gestalt wahrscheinlich nach dem Namen des legendären Lech, des Urvaters der Polen, dessen Geschichte im 13. Jahrhundert erschienen war.